# Nectandra warmingii
Nectandra warmingii är en lagerväxtart som beskrevs av Carl Daniel Friedrich Meisner och Johannes Eugen ius Bülow Warming. Nectandra warmingii ingår i släktet Nectandra och familjen lagerväxter. Inga underarter finns listade i Catalogue of Life.